# Клочко Любов Іванівна
Любо́в Іва́нівна Клочко́ (* 1959) — радянська і українська спортсменка-легкоатлетка. Спеціалізувалася в бігу на довгі дистанції. Майстер спорту СРСР міжнародного класу (1987).

## З життєпису
Народилася 1959 року в місті Запоріжжя.
Виступала за запорізькі спортивні товариства «Зеніт» (1972—1978), «Буревісник» (1978—1982) та «Колос» (1982—1999).
1982 року закінчила Дніпропетровський інститут фізичної культури і спорту.
Дружина і вихованка А. Стрельця.
Переможниця та призерка низки міжнародних марафонів:
- Токійський (1989, перше місце; 1991, третя сходинка)
- Лос-Анджелеський (перші місця — 1993; 1996)
- Марафон Діснейленд (Disney Marathons; перші місця — 1992 та 1994)
- Клівлендський (перші місця — 1992; 1993; 1994, друге місце — 1995)
- Марафон Пальма-де-Мальорка (перші місця -1988; 1992)
- Женевський (1987, третє місце)
- Омський (другі позиції — 1991 та 1993 роки).

Учасниця Чемпіонату Європи з легкої атлетики-1990.
Чемпіонка СРСР (1989), володарка Кубка СРСР (1987).
Учасниця 26-х Олімпійських ігор.
Рекордсменка України — 2:25,25 (1987).
Від 2003 року — старший викладач кафедри олімпійського і професійного спорту Запорізького університету.